# Кућа у Ул. Вука Караџића 10
Кућа у Ул. Вука Караџића 10, У Сремској Митровици, грађена је на крају 18. века и представља непокретно културно добро као споменик културе. Припадала је породици Бајић, а данас се у њој налази део сталне поставке Музеја Срема.
У згради је представљена колекција камених споменика и саркофага од којих је већина стара преко 1500 година. У оквиру овог лапидаријума смештен је и Центар за археолошка истраживања.

## Лапидаријум
Централно место у унутрашњем дворишту, до кога се долази пролазом кроз хаустор препун античких надгробних споменика, има сунчани сат. Вајали су га грчки скулптори и астрономи, а коришћен је мермер са Брача.
Ово је за сада једина скулптура која приказује Атлас и митска бића Херкула и Ификла. Сви они заједно придржавају небески свод стар сада већ преко 1.900 година. Сунчани сат је пронађен приликом копања темеља за једну кућу у Улици Нови шор.
Небески свод је заправо шкољка чије бразде представљају сате, а усек на врху је представљао географску ширину Сирмијума, тада главног града префектуре Илирик. Сваког 27. марта сенка је падала на усек и означавала почетак нове године у тадашњем Сирмијуму.
Велики број експоната није јасно дефинисан јер су пронађени у изломљеном стању. На експонатима се могу наћи птице, рибе, грифони, лавови... У колекцији се налазе и десетине саркофага. Неки су били намењени за породице, неки за појединце, а неки за малу децу и новорођенчад. Најочуванији саркофаг пронађен је пре 90 година у околини железничке станице. У питању је сакрофаг брачног пара из 3. века, пронађен на дубини од једва 30-так центиметара.